# The Love Bug

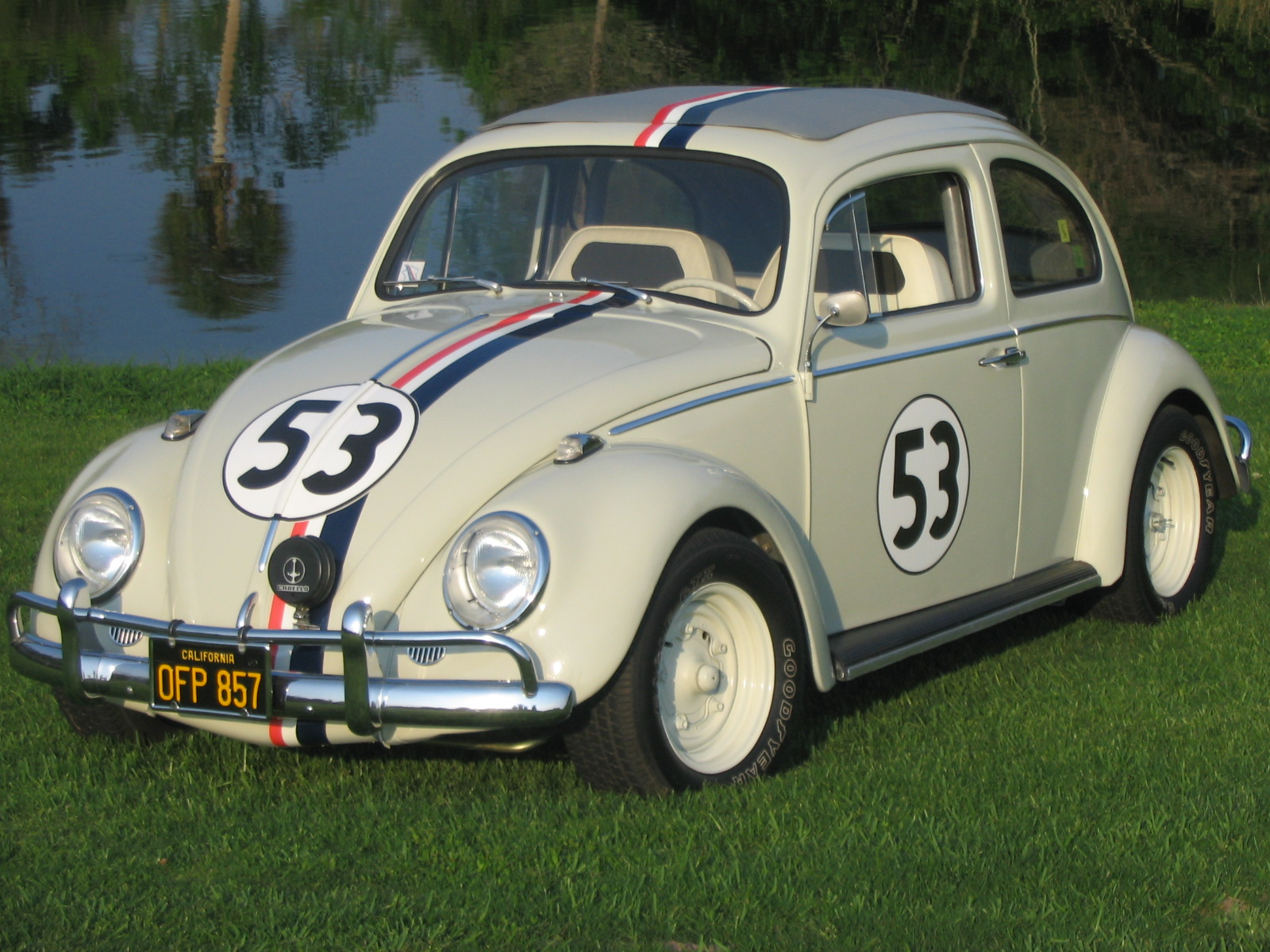
Herbie, o fusca 53.

The Love Bug (br: Se Meu Fusca Falasse; pt: Se o Meu Carro Falasse) é um filme americano de 1968, dos gêneros comédia e fantasia, dirigido por Robert Stevenson para a Walt Disney Pictures, baseado no livro Car, Boy, Girl, de Gordon Buford.
Assim como outros filmes da Disney, houve uma adaptação para os quadrinhos com desenhos de Dick Shaw.

## Sinopse
Quando o corredor Jim Douglas (Dean Jones) é dispensado pela sua escuderia por estar além da idade, ele se deparou com um Fusquinha desprezado pelo dono de uma revendedora. Esse Fusca que lhe é vendido por uma funcionária de confiança da agência mudou para sempre a sua vida.

## Elenco
- Dean Jones .... Jim Douglas
- Michele Lee .... Carole Bennet
- David Tomlinson .... Peter Thorndyke
- Buddy Hackett .... Tennessee Steinmetz
- Joe Flynn .... Havershaw
- Benson Fong .... Senhor Wu
- Joe E. Ross .... Detetive
- Barry Kelley .... Sargento da polícia
- Iris Adrian .... Camareira

## Lançamento
O filme teve um lançamento limitado em 24 de dezembro de 1968, e o lançamento oficial ocorreu em 13 de março de 1969. Foi o terceiro filme de maior bilheteria de 1968, arrecadando mais de 51,2 milhões de dólares. Foi lançado em VHS em 4 de março de 1980, e relançado em 6 de novembro de 1985, 11 de setembro de 1991 e em 28 de outubro de 1994. Foi relançado novamente em 16 de setembro de 1997, juntamente com toda a série de filmes Herbie.